# Bataille du Mont Song
Campagne de Birmanie durant la Seconde Guerre Mondiale
Batailles
Invasion japonaise de la Birmanie :
- Rivière Bilin
- Pont de la Sittang
- Pégou
- Barrage routier de Taukkyan
- Route Yunnan-Birmanie (Tachiao
- Oktwin
- Taungû)
- Shwedaung
- Prome
- Yenangyaung

Opérations en Birmanie (1942-1943) :
- Arakan
- The Hump
- Chindits
- Nord de la Birmanie et ouest du Yunnan

Opérations en Birmanie en 1944 :
- Chindits (2)
- Admin Box
- U-Go (Imphal
- Sangshak
- Court de tennis
- Kohima)
- Myitkyina
- Mogaung
- Mont Song

Opérations en Birmanie (1944-1945) :
- Meiktila et Mandalay
- Pakokku et Irrawaddy
- Colline 170
- Île de Ramree
- Tanlwe Chaung
- Dracula
- Elephant Point
- Coude de la Sittang

La Bataille du Mont Song (松山战役, en japonais : « La Bataille de Ramou » (拉孟の戦い)) en 1944, fait partie d'une vaste campagne dans le sud-ouest de la Chine pendant la Seconde Guerre mondiale. 
Les forces nationalistes chinoises avaient pour objectif de reprendre la Route de Birmanie. Dans le sud de Yunnan, l'armée japonaise courait le risque d'être interrompue dans sa course par la progression des troupes britanniques et américaines dans le nord de la Birmanie. L'armée japonaise voulait bloquer la route le plus longtemps possible. En construisant des séries de tunnels et de bunkers sur une période de deux ans, ils avaient transformé le Mont et ses environs en forteresse. Songshan (en chinois) Matsuyama (en japonais) bloquait la route immédiatement après la rivière Salouen. Bien que l'Armée Chinoise ait traversé la rivière en enregistrant de faibles pertes et soit dorénavant encerclée par la garnison japonaise, ils ont découvert que leur capacité offensive était limitée en raison de la présence de cette garnison derrière leur ligne avancée.
Les forces chinoises n'étaient pas informées de la profondeur de la défense japonaise et leur sous-estimation conduisit à de lourdes pertes durant une lente et prudente campagne. Les bombardements chinois et les raids aériens américains n'ont eu que très peu d'effets sur les constructions et les forces souterraines japonaises. L'armée japonaise avait également construit une série de casemates afin de tendre une embuscade aux forces chinoises.
Après trois mois de bataille, les forces Chinoises reprennent enfin le mont Song grâce à des bombardements en continu et d'une surabondance d'aide et de formation américaine, ainsi qu'à plusieurs tonnes d'explosifs américains placés dans des tunnels sous les fortifications. Une fois ouverte, la Route de Birmanie pouvait être utilisée pour apporter de l'aide et des ressources à la Chine via une route terrestre.

## Bilan et conséquences
Les Japonais ne répertorient qu'un seul survivant, le capitaine Kinoshita, un officier d'artillerie et un autre soldat ont eu pour ordre de prendre contact avec le haut commandement Japonais la nuit avant la chute de l'avant-poste, avec, apparemment, un autre soldat. Les sources chinoises comptent 7 soldats capturés sur la totalité de la garnison, les Japonais ne font pas état d'un quelconque prisonnier.

## Comfort Station
À la suite des exhortations de l'officier d'état-major Masanobu Tsuji, des comfort station (stations de confort) ont été construites au début de l'année 1944. Environ 12 femmes qui y étaient enfermées avant de subir des agressions sexuelles voire des viols (comfort women) par l'armée japonaise se suicident vers la fin du siège, après avoir combattu aux côtés de la garnison japonaise. Cinq ou six femmes coréennes issues de ces comfort station ont été capturées par les Chinois et les forces américaines. Ces femmes ont finalement été rapatriées.

## Anecdotes et mémoire
Après la capture de la forteresse, la Route de Birmanie pu à nouveau être utilisé pour l'approvisionnement de la Chine.
Bien que vaincue, la petite force japonaise, sans approvisionnement, manquant gravement de forces aériennes et d'artillerie, résista contre l'ensemble des forces chinoises présentes en Birmanie pendant près de trois mois, contribuant considérablement à l'allongement de la guerre en Birmanie.
Un parc commémoratif a été construit sur le sommet de la montagne par le gouvernement Chinois, avec 402 sculptures représentant des soldats de la force expéditionnaire chinoise, qui s'étend sur 5,7 kilomètres.